# Устя (Коломийський район)
У́стя — село у Снятинській міській територіальній громаді Коломийського району Івано-Франківської області. Населення становить 1244 особи.
Відповідно до Розпорядження Кабінету Міністрів України від 12 червня 2020 року № 714-р «Про визначення адміністративних центрів та затвердження територій територіальних громад Івано-Франківської області» увійшло до складу Снятинської міської громади.

## Географія

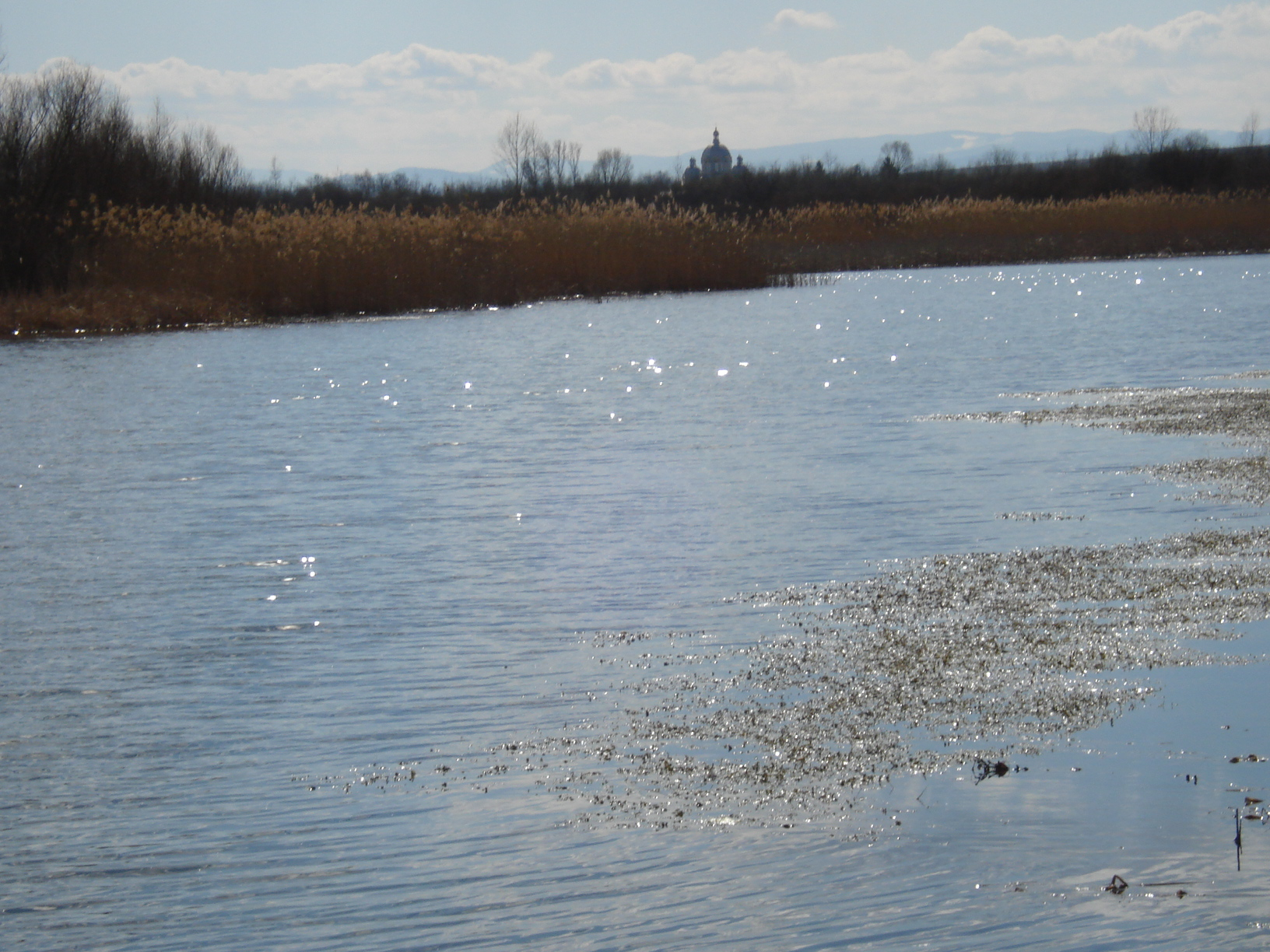
Річка Прут (стариця)

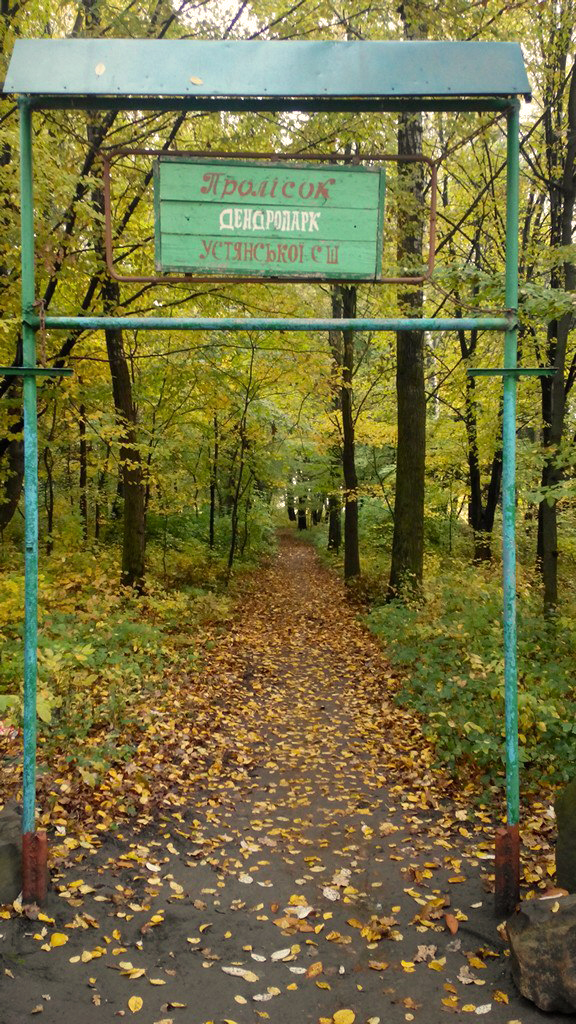
Дендропарк біля Устянської ЗОШ

Розташоване на лівому березі р. Прут коло гирла р. Белелуйки, західніше Снятина. Топонім утворений від апелятиву устя праслов'янське usti (je): іменник «устя» є синонімом до слова «гирло».
Мешканці ділять село на мікрорайони: Гора, Долина, Шваби, Тонькова дорога, Польський кут, Переводи, Клибаня, Липівка.

## Герб
У зеленому щиті срібний вписаний рушник із геометричним орнаментом червоного та чорного кольорів по краях. Поверх всього лазуровий вилоподібний хрест, супроводжуваний зверху золотим сонцем без зображення обличчя і з такими ж променями, що виходить із верхнього краю, а з боків - двома золотими протиставленими гілками калини з червоними гронами і зеленим листям. Поверх хреста в нижній частині золоті літери "1443".

## Історія села

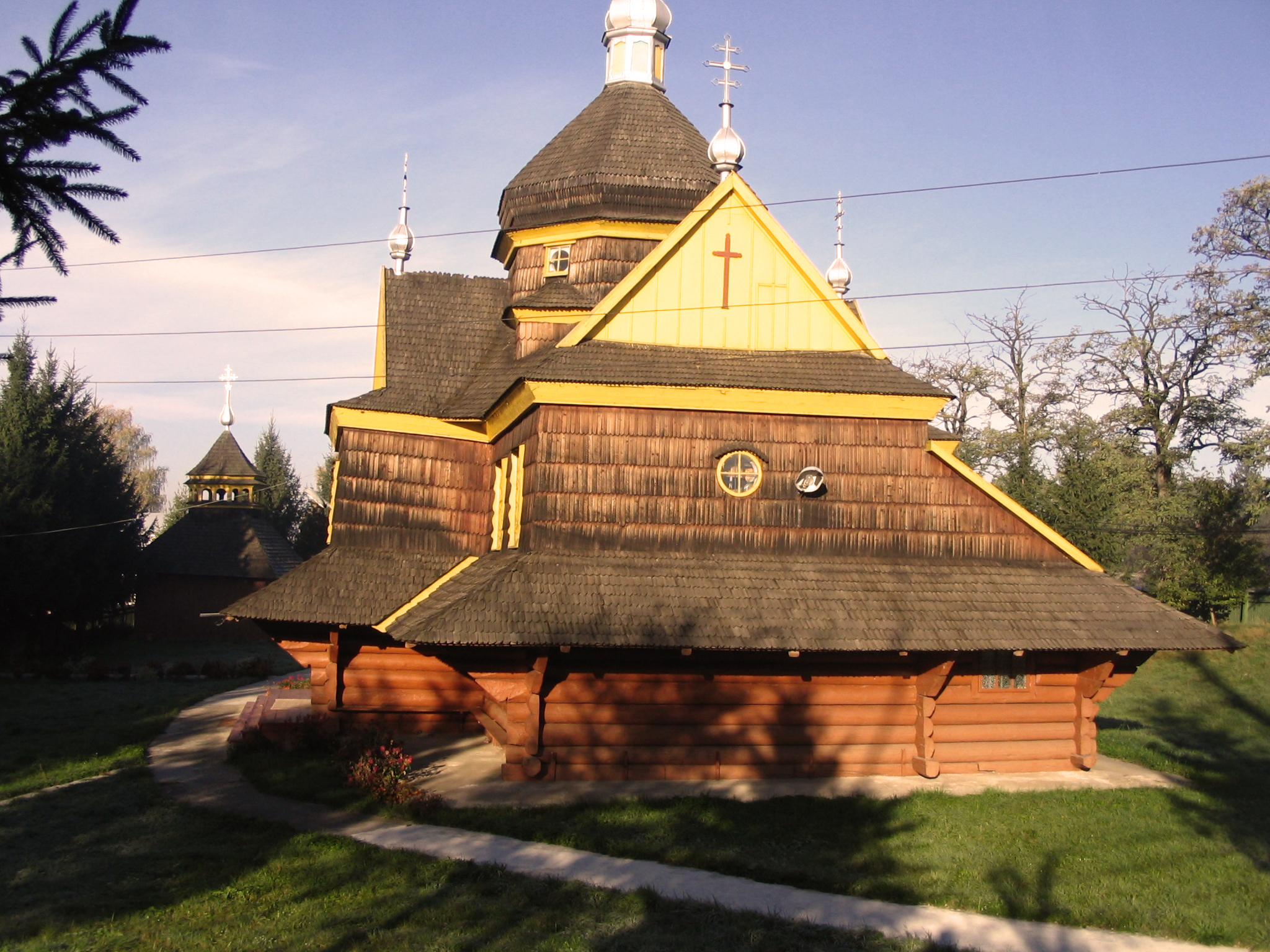
Церква святого Миколая

Одна із легенд розповідає, що в селі Устя була побудована велика фортеця на полі Підчигор. Жителі й нині знаходять червону глину й інші залишки колишньої фортеці, спорудженої з цегли і каменю. Вважають, що її засновником був боярин Чагро, який служив князю Ярославу Осмомислу.
Перша згадка про село датується 1443 роком.
У XVII ст. до Устянського фільварку входили села Липівка (тепер не існує), Карлів (тепер Прутівка), Белелуя та інші поселення.
1629 року біля Устя відбулася битва з татарами, в якій останні зазнали поразки і відступили.
Про Устя у документах за 1661—1665 рр. сказано, що «містечко настільки знищене, що ледве декілька мешканців, і то убогих, залишилося». За реєстром 1670 року в Усті нараховувалось 40 жителів, з них «міщанам» належало 30 будинків, а убогим селянам — 10.
В першоджерелах XVII—XVIII ст. чітко розрізняються село Старе Устя і містечко Устечко, які в наступному XIX ст. зливаються в одне поселення. Однак, цей населений пункт офіційно перейшов до розряду сіл 1739 року, що було викликано цілим рядом соціально-економічних факторів.
Із зникненням татарської загрози, зменшенням епідемічних захворювань, покращенням медичного обслуговування населення Устя зростало з кінця XVIII — до початку XX століть і становило по роках: 1781—332 особи, 1824—521, 1857—914, 1921—1222 особи.
1880 року в селі вже діяла державна однокласна школа, яка 1902 стала двокласною.
Наприкінці XIX — на початку XX століть пожвавлюється культурний розвиток села: 1901 року виникає осередок товариства «Січ», 1902 — читальня «Просвіти» (її членами 1911 року було 100, а станом на 22 березня 1926—135 господарів і господинь). З'являються перші сільськогосподарські згуртування й об'єднання — «Народна Спілка» з 126 членами (1898) і «Сільський Господар» (1910) Свій розвиток продовжує місцева школа.
Під час Першої світової війни біля села розгорталися бойові дії. Поруч з автомобільною трасою Івано-Франківськ — Чернівці, вздовж якої розташоване Устя, знаходиться братське поховання хорватського батальйону австрійської армії в кількості близько 400 вояків, а на цвинтарі — братська могила приблизно 60-ти російських солдатів.
У час визвольної боротьби українського народу за свою державу близько 30-ти селян поповнили лави січових стрільців та вояків Української Галицької Армії (УГА) .
1930 року село зазнало пацифікації. Понад п'ятдесят польських жандармів сплюндрували читанню «Просвіти», знищили продуктові товари в кооперативній крамниці, вдалися до фізичної розправи над сільськими активістами. У 1934 р. селяни побудували пам'ятник Тарасу Шевченку.

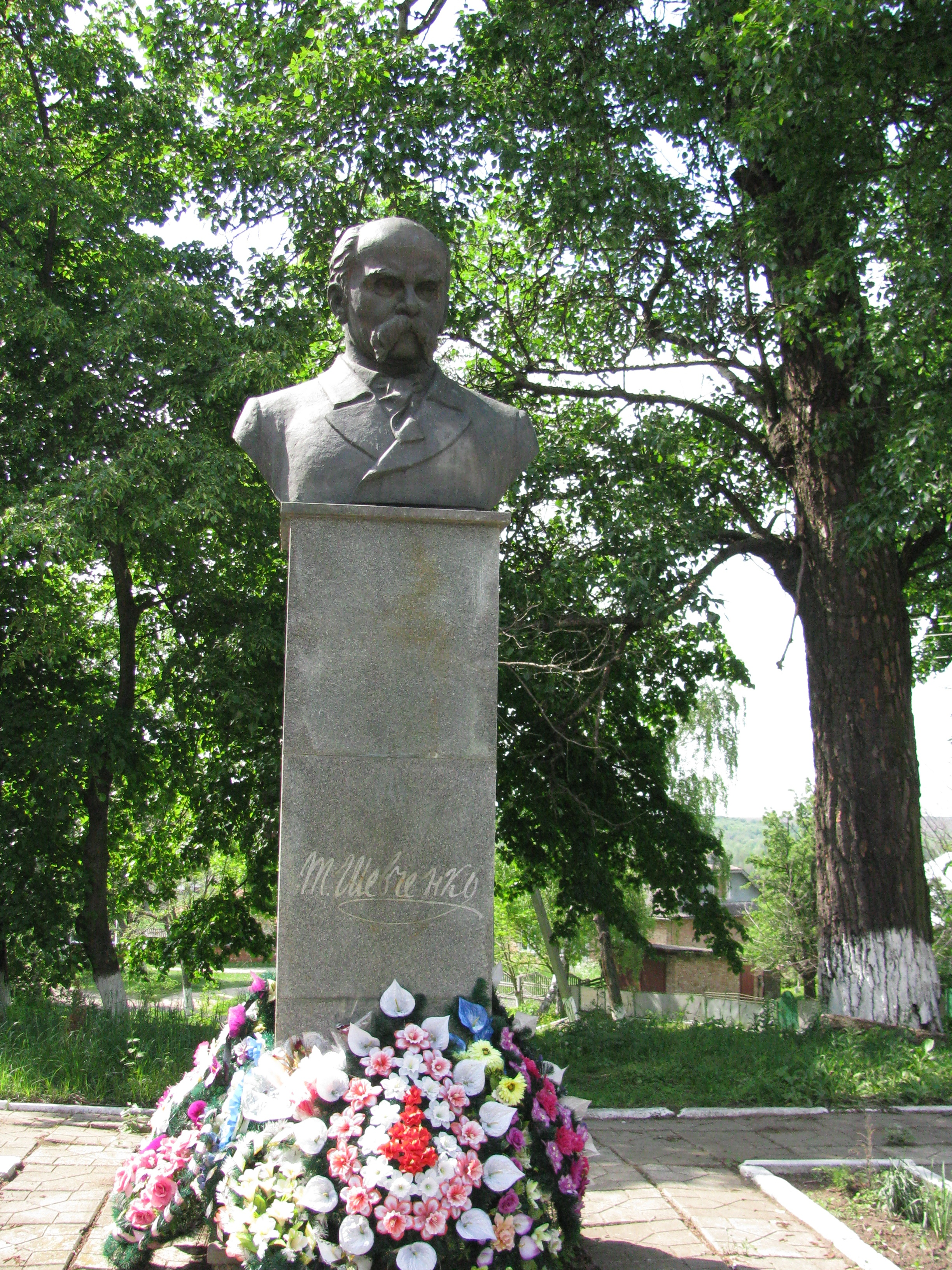
Пам'ятник Тарасові Шевченку (центр села)

Станом на 1 січня 1939 в населеному пункті нараховувалося 1380 мешканців. Після встановлення радянської влади на Західній Україні в селі на колективних засадах виникла сільськогосподарська артіль. Усі національні товариства були заборонені й закриті, а проти їх очільників і членів розпочалися репресії.
Село Устя сильно постраждало за період нацистської окупації, яка тривала з 30 червня 1941 по 30 березня 1944 року.
На примусові роботи у Німеччину нацистами було відправлено двадцять три особи, в основному молодь. У Потічківській хащі ними було розстріляно сім єврейських сімей.
У воєнний період в лавах дивізії «Галичина» зголосилося воювати 15 устів'ян, п'ятеро з яких загинули у бою під Бродами. На фронтах Другої світової війни у лавах Радянської армії у боротьбі з гітлерівським режимом загинуло близько 60 жителів села.
Після закінчення війни продовжувалися розпочаті 1939 року репресії, тюремні ув'язнення, депортації. Їх зазнало 38 мешканців села. Ще двадцять людських життів забрав голод 1946—1947 рр. Станом на 1 січня 1958 в селі нараховувалося 1045 мешканців.
Із ліквідацією збройного підпілля ОУН і УПА в Усті було організовано колгосп. З часом — це передове господарство ім. Леніна. Починаючи з 1958 року, колгосп був учасником ВДНГ СРСР.

## Населення

### Мова
Розподіл населення за рідною мовою за даними перепису 2001 року:
| Мова       | Кількість | Відсоток |
| ---------- | --------- | -------- |
| українська | 1241      | 99.76%   |
| російська  | 2         | 0.16%    |
| білоруська | 1         | 0.08%    |
| Усього     | 1244      | 100%     |

## Інфраструктура

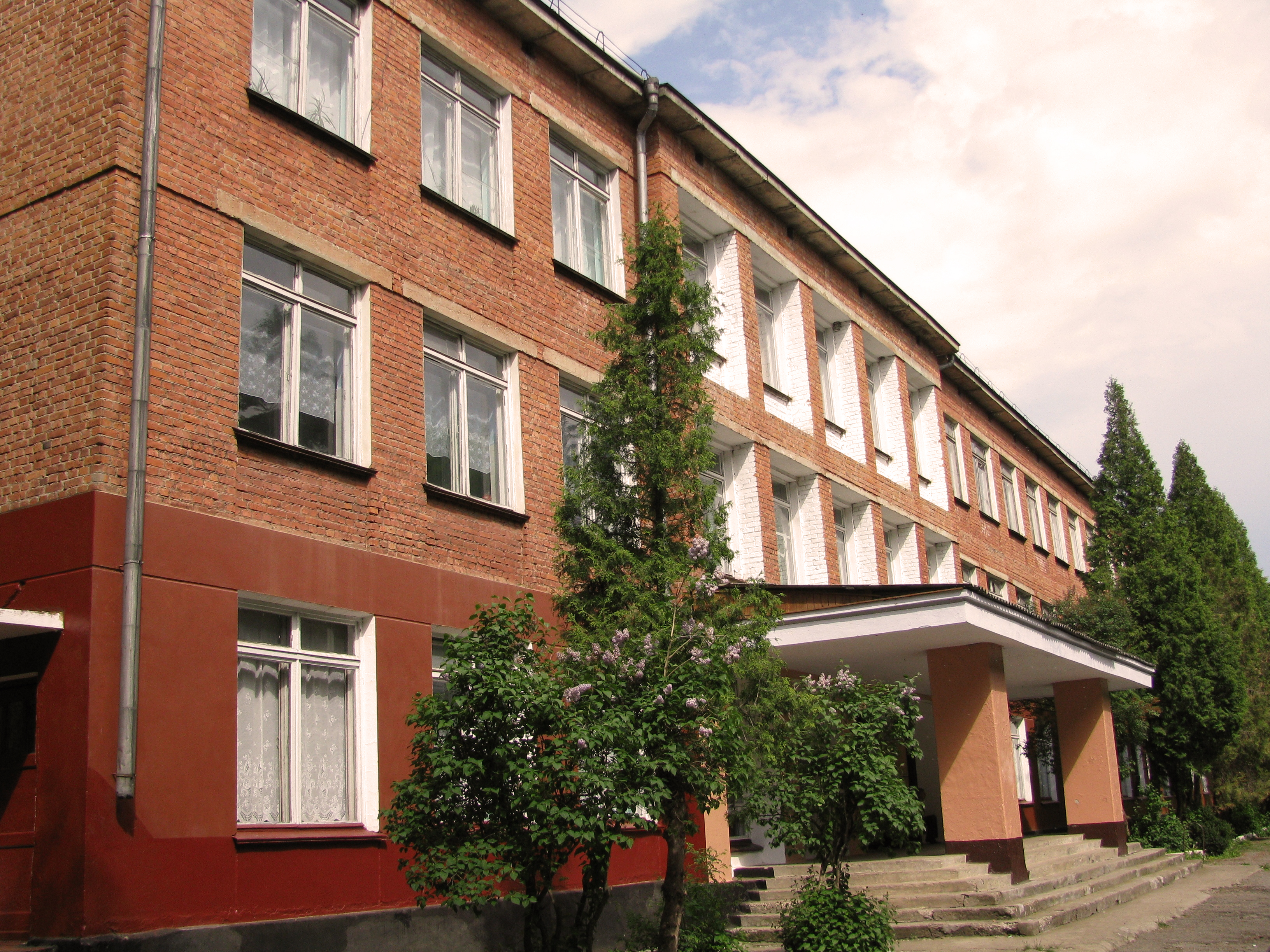
Устянська загальноосвітня школа (2010 р.)

У селі функціонують: Загальноосвітня школа І–ІІІ ступенів (1965).
Футбольний стадіон «Нива» (1989).
Дендропарк «Пролісок» з рідкісними деревами, що відображають природно-географічні зони всієї України. Чимала заслуга в закладанні парку вчителя географії Миколи Костащука та вчителя біології Марії Венгльовської. Також за його ініціативи на території дендропарку було оснащено географічний майданчик з 10-метровим флюгером, метеорологічною будкою, опадоміром, нефоскопом та ін.
Фельдшерсько-акушерський пункт.
Будинок культури (300 глядацьких місць).
Бібліотеки (сільська та шкільна).
Млин.
Внаслідок рейдерської атаки так званих «донецьких інвесторів» з АПФ «Родник» у 2008—2011 рр. фермерське господарство перебуває у стані занепаду. Більшість будівель колишнього колгоспу зруйновані і розкрадені.

## Пам'ятники і пам'ятні місця

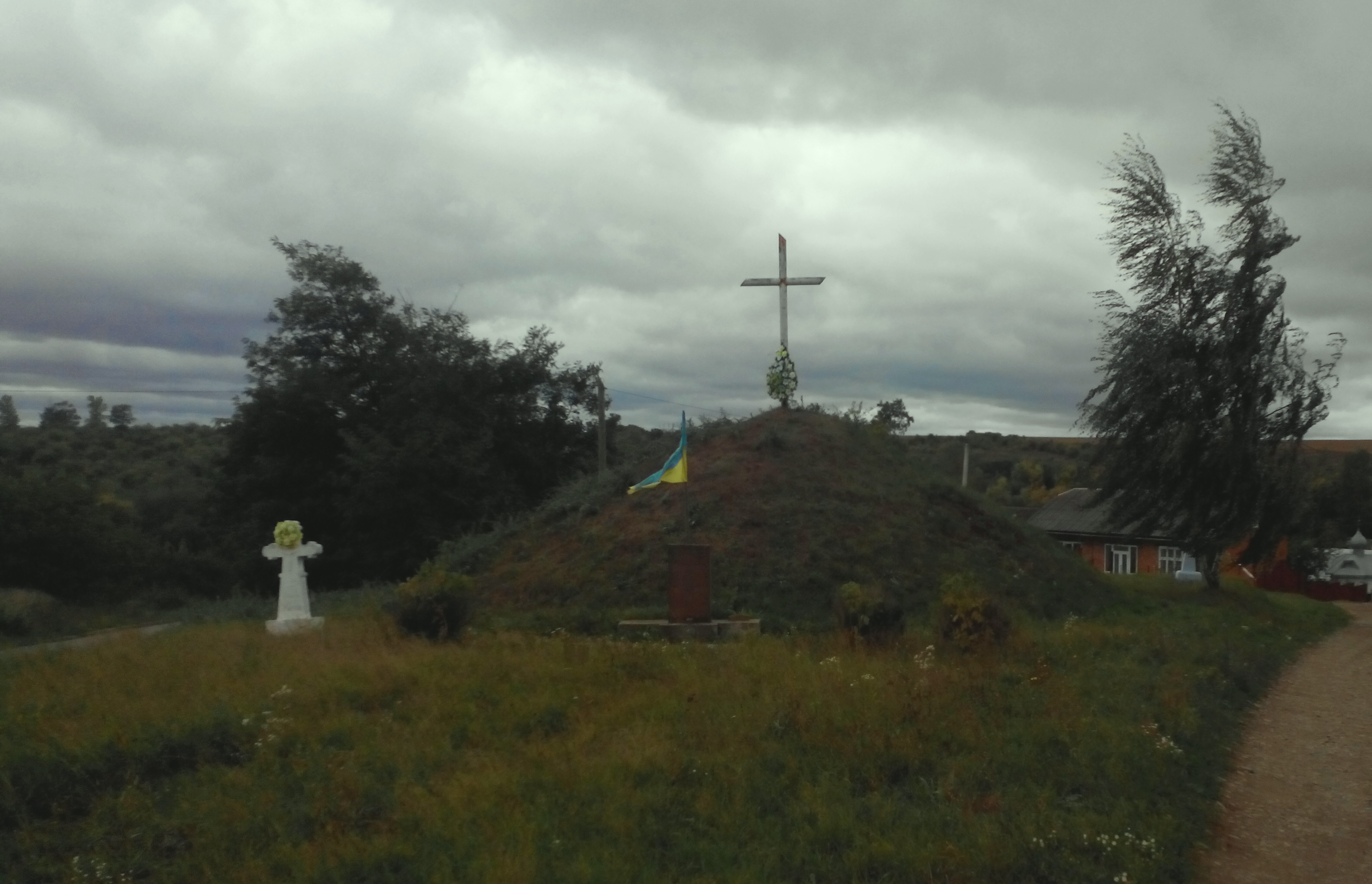
«Могила січових стрільців»

На території церкви встановлено хрест на пам'ять про скасування панщини (1848) і Хрест тверезості (встановлений під час місії 14 березня 1879 в присутності 25 священиків і 4 тисяч віруючих).
З нагоди 100-річчя з дня народження Кобзаря, 1914 року в селі висипано пам'ятну могилу-курган.
23 вересня 1934 за проектом Омеляна Довгого урочисто відкрито пам'ятник Т. Г. Шевченку. Автором погруддя виступив львівський скульптор Сергій Литвиненко (наразі погруддя знаходиться в приміщенні школи).
8 листопада 1972 відкрито пам'ятник з «вічним вогнем» жителям села, які загинули у Другій світовій війні.
30 вересня 1979 відкрито пам'ятник Василеві Порайку (12.10.1888–25.10.1937) — уродженцю села, радянському колаборанту. Демонтовано у червні 2022 року.

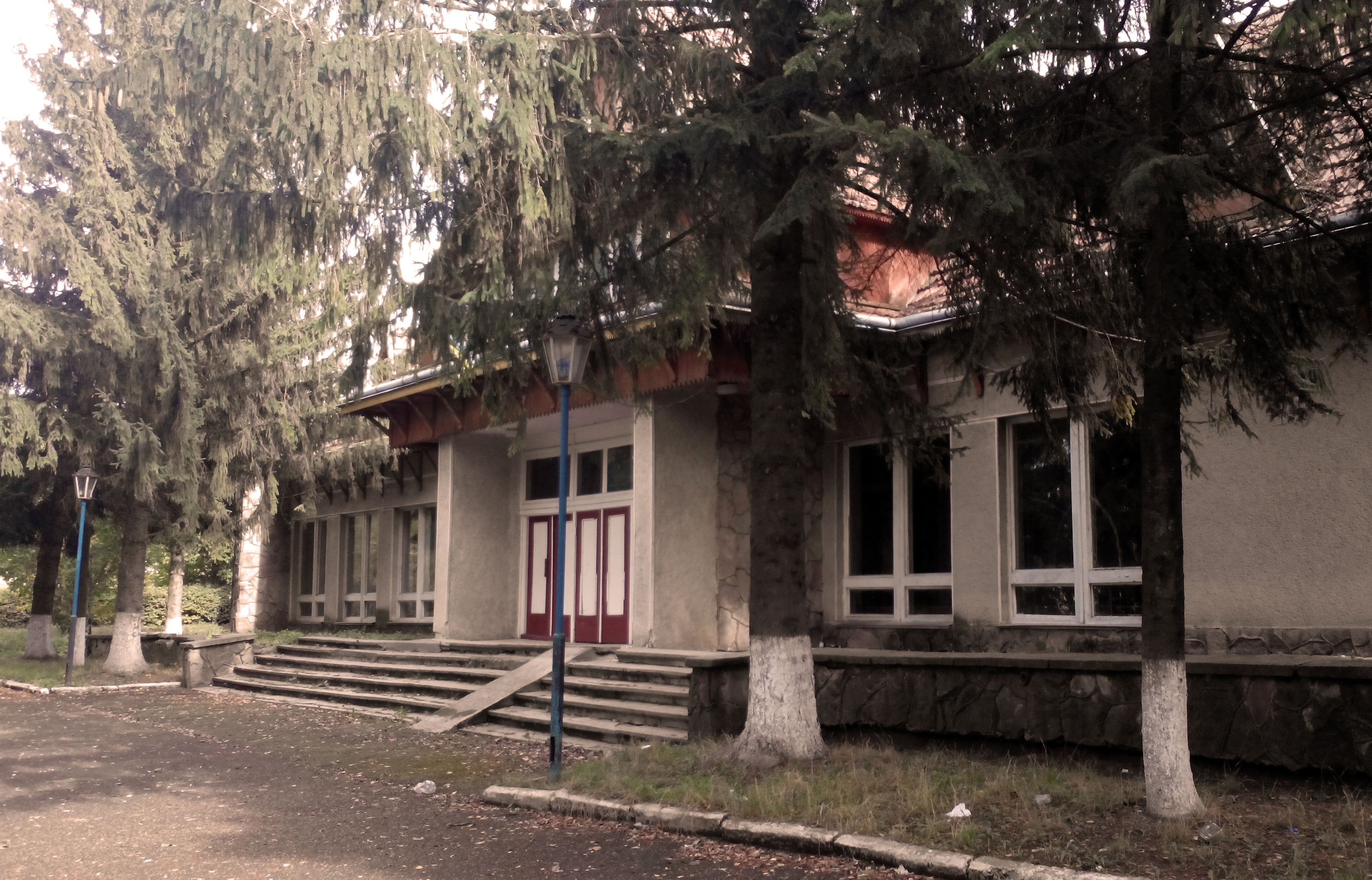
Будинок культури в селі Устя

10 березня 1992 відбулося повторне відкриття пам'ятника Т. Г. Шевченку. Погруддя Кобзаря виготовлене з бронзи київським скульптором Наталією Дерегус.
1993 року в селі висипано «Могилу січових стрільців».

## Видатні особистості
У селі народилися:
- Лесич Вадим (1909—1982) — український поет, есеїст, публіцист, мистецтвознавець, перекладач.
- Мироник Ганна Ярославівна (1958—2021) — українська радянська діячка, доярка колгоспу імені Леніна Снятинського району Івано-Франківської області. Депутат Верховної Ради УРСР 11-го скликання.
- Порайко Василь Іванович (1888—1937) — український радянський державний діяч, юрист.
- Грицяк Євген Степанович (1926, с. Стецева — 2017, с. Устя) — член молодіжної організації ОУН, один з керівників повстання в Норильских таборах 1953 року.
- Рожко Іван Ярославович (1952 р. н.) — заслужений діяч мистецтв України (з 2002), режисер-постановник Хмельницької обласної філармонії.
- Рожко Микола Михайлович (1958 р. н.) — заслужений діяч науки і техніки України, доктор медичних наук, професор, завідувач кафедри стоматології факультету післядипломної освіти, проректор міжнародних відносин Івано-Франківського державного медичного університету.
- Будейчук Володимир Петрович (1969 р. н.) — відомий в Україні аранжувальник.
- Равлюк Любомир Романович — український співак, композитор, педагог, громадський діяч, викладач музики та методики викладання, додаткового  музичного інструменту педагогічного коледжу Чернівецького національного університету імені Ю. Федьковича, методист предметів мистецької галузі закладів загальної середньої освіти Інституту післядипломної, педагогічної освіти Чернівецької області, асистент кафедри музики факультету педагогіки, психології та соціальної роботи Чернівецького Національного Університету ім. Ю. Федьковича, керівник народного аматорського вокального ансамблю "Марічка" КБУ "Центральний Палац культури м. Чернівців", народної аматорської чоловічої хорової капели  "ДЗВІН" ім. Т. Стінкового викладачів, співробітників та студентів Чернівецького Національного Університету ім. Ю. Федьковича, лауреат літературно-мистецьких премій ім. М. Черемшини., С. Воробкевича.

У другій половині XIX ст. в Усті в домі священика О. Проскурницького мешкала його родичка, літераторка Ольга Рошкевич, пізніше — перша романтична любов Івана Франка.
У серпні 1908 року в селі виступив перед своїми виборцями депутат австрійського парламенту, письменник Василь Стефаник.

## Церква
Церква святого Миколая. Побудована 1853 року на кошти громади гуцульськими майстрами з Космача. Була закрита 1961 року. Заново відкрита у 1990, реставрована у 1991. Належить до УПЦ Київського Патріархату. У радянський період церква  охоронялась як  пам'ятка архітектури Української РСР (№ 1197)
Святиня оточена оборонними валами, які збереглися по сьогоднішній день.
Місцеві краєзнавці (зокрема Василь Харитон) припускають, що попередня церква у селі, як і земляні фортифікації, були споруджені у XV—XVI ст.
Священики:
- о. Йосип Проскурниький
- о. Юліан Проскурницький
- о. Андрій Скобельський
- о. Микола Харук
- о. Іван Курилюк
- о. Микола Борчук (протоієрей, нинішній настоятель церкви Святого Миколая с. Устя)

Докладніше: Церква Святого Миколая